# 李國梁 (武狀元)
李国梁，直隶乐亭县人，清朝軍事將領，武狀元及第。
乾隆二十二年丁丑科（1757年），登進士。后授御前头等侍卫，历署闽浙等处参游副总、浙江提标中军参将、象山、台州副将、定海镇、处州、漳州总兵、福建陆路提督。